# Torremocha de Jiloca
Torremocha de Jiloca – gmina w Hiszpanii, w prowincji Teruel, w Aragonii, o powierzchni 33,94 km². W 2011 roku gmina liczyła 128 mieszkańców.